# Görtz (Familienname)
Görtz oder Goertz ist ein deutscher Familienname.

## Namensträger
- Adolf Görtz (* 1920), deutscher Kinder- und Jugendschriftsteller
- Albert Görtz (* 1933), deutscher Fußballspieler
- Albrecht von Goertz (1914–2006), deutscher Designer
- Alfred von Görtz-Wrisberg (1814–1868), deutscher Offizier und Politiker
- Armin Görtz (* 1959), deutscher Fußballspieler
- August Görtz (1795–1864), hessischer Beamter und Politiker
- Beate Görtz (* 1969), deutsche Duathletin und Triathletin
- Carl Heinrich Johann Wilhelm von Schlitz genannt von Görtz (1752–1826), kursächsischer Diplomat, hessischer Standesherr, regierender Graf
- Christine Goertz (* 1941), deutsche Politikerin (SPD)
- Christoph Görtz (1812–1889), deutscher Jurist und Politiker, MdR
- Christoph K. Goertz (1944–1991), deutsch-amerikanischer Physiker
- Claus Görtz (* 1963), deutscher Bildhauer
- Dieter Goertz (* 1936), deutscher Schauspieler
- Emil von Schlitz genannt von Görtz (1851–1914), deutscher Bildhauer
- Erik Goertz (* 1964), deutscher Schauspieler
- Eustach von Görtz-Wrisberg (1856–1914), deutscher Verwaltungsbeamter, kommissarischer Landrat
- Franz Adankt Joseph von Görtz (1694–1752), preußischer Landrat
- Franz Damian Görtz (1788–1865), deutscher Politiker, Oberbürgermeister von Trier
- Franz Josef Görtz (1947–2017), deutscher Journalist und Autor
- Georg Heinrich von Görtz (1668–1719), deutscher Politiker
- Guido Görtz (* 1968), deutscher Politiker (CDU)
- Gustav von Görtz (1842–1903), österreichisch-ungarischer Beamter
- Gustav von Görtz-Wrisberg (Gustav Graf von Schlitz genannt von Görtz und von Wrisberg; 1815–1882), deutscher Oberst
- Gustav Schmid-Goertz (1889–1965), deutscher Maler, Grafiker und Scherenschnittkünstler
- Hajo Goertz (* 1943), deutscher Journalist
- Hannes Goertz (* 1982), deutscher Volleyball- und Beachvolleyballspieler
- Hans-Jürgen Goertz (* 1937), deutscher Historiker
- Harald Goertz (1924–2019), österreichischer Dirigent, Pianist und Musikforscher
- Hartmann Goertz (1907–1991), deutscher Verlagslektor, Essayist, Hörspielautor und Übersetzer
- Heinrich Görtz (Politiker) (1848–1937), deutscher Jurist und Politiker (FVg), MdR
- Heinrich Goertz (1911–2006), deutscher Maler, Dramaturg und Schriftsteller
- Heinrich Gillis Görtz (1940–2010), deutscher Maler und Grafiker
- Heinz-Jürgen Görtz (1948–2020), deutscher Theologe
- Henning Görtz (* 1966), deutscher Politiker (CDU)
- Herbert Görtz (* 1955), deutscher Dirigent
- Hermann Görtz (1890–1947), deutscher Spion
- Hermann von Görtz-Wrisberg (1819–1889), deutscher Jurist und Politiker
- Horst Görtz (* 1937), deutscher Unternehmer
- Ignaz Görtz (1930–2018), deutscher Archivar und Heimatforscher
- Jens Görtz (* 1957), deutscher Politiker (SPD)
- Johann Eustach von Görtz (1737–1821), Diplomat in preußischen Diensten, Erzieher und Sachbuchautor
- Johann Friedrich Görtz (1755–1808), kurländischer Mediziner; siehe Geißfuß (Werkzeug)
- Jonny Goertz, deutscher Schauspieler
- Jürgen Goertz (* 1939), deutscher Bildhauer
- Karl Ferdinand von Görtz (1750–1813), königlich preußischer Generalmajor und zuletzt Inspekteur der Kavallerie in Schlesien
- Klaus Görtz (* 1940), deutscher Fußballspieler
- Lotte Goertz (* 2005), deutsche Volleyballspielerin
- Ludwig Görtz (1934–2024), deutscher Unternehmer
- Max Görtz (* 1993), schwedischer Eishockeyspieler
- Otto Goertz (1872–1934), deutscher Fabrikant
- Peter Görtz (1947–2013), deutscher Handballspieler
- Roland Goertz (* 1969), deutscher Chemiker und Feuerwehrwissenschaftler
- Stephan Goertz (* 1964), deutscher Theologe
- Sven Görtz (* 1967), deutscher Hörbuchsprecher, Satiriker, Autor und Singer-Songwriter
- Thomas Görtz, Bürgermeister von Xanten
- Ulrich Görtz (* 1973), deutscher Mathematiker
- Wolfram Goertz (* 1961), deutscher Journalist und Musiker